# Perzinfotel
A perzinfotel (EAA-090) az NMDA-receptor(en) glutaminsav kötőhelyének szelektív, kompetitív gátlója. Stroke elleni gyógyszerként való hasznosításra állatkísérletek folynak. A kutatás még nem jutott el a klinikai fázisba (emberi kipróbálásig).
Egy tanulmány szerint hatékonyan csillapítja a gyulladásos és neuropátiás(en) fájdalmat.